# Karl Mastalier
Karl Mastalier (auch Carl Mastalier; * 16. oder 21. November 1731 in Wien; † 6. Oktober 1795 ebenda) war ein österreichischer Dichter und Jesuit.

## Leben
Mastalier trat 1749 in den Jesuitenorden ein. Er erwarb die philosophische Magisterwürde und wurde zum Dr. phil. promoviert. Er lehrte zunächst Dicht- und Redekunst im Wiener Professhaus des Ordens. Nach der Aufhebung des Jesuitenordens wurde er ordentlicher Professor der schönen Wissenschaften an der Universität Wien sowie Lehrer an der Theresianischen Akademie. Er wurde außerdem zum Titularkanoniker in Laibach ernannt sowie zum Mitglied der Akademie der schönen Künste.
Mastalier starb überraschend an einem Schlaganfall.

## Werke (Auswahl)
- Trauerrede auf Franzen den Ersten Röm. Kaiser König in Germanien und zu Jerusalem, Herzog zu Lothringen und Baar, Großherzog zu Toscana, Markgrafen zu Charleville, Fürsten zu Romeny, Grafen zu Falkenstein, Trattner, Wien 1765.
- Lobrede auf den h. Johann von Nepomuck , Ghelen, Wien 1767.
- Das Bild Marien Theresiens, der Mutter der schönen Künste und Wissenschaften, Wien 1772.
- An Deutschland wegen seines Kaisers, Trattner 1772.
- mit Michael Denis: Lyrische Gedichte, Brönner, Dillingen 1773.
- Carl Mastaliers Gedichte: nebst Oden aus dem Horaz, Ghelen, Wien 1774.
- Trauerrede auf Marien Theresien Röm. Kaiserin, Ghelen, Wien 1781.